# Nevojice
Nevojice (in tedesco Newojitz) è un comune della Repubblica Ceca facente parte del distretto di Vyškov, in Moravia Meridionale.